# Historique des versions de Windows Phone
Windows Phone est un des systèmes d'exploitation pour smartphone développé par Microsoft. 
Le tableau suivant présentent les différentes versions de l'OS depuis sa première version, Windows Phone 7, sortie en 2010, jusque sa version finale, Windows Phone 8.1 Update 2.
Windows Phone succède à Windows Mobile 6.x, dans le but de changer totalement l'interface du système pour mieux l'adapter aux écrans tactiles. À la fin de l'année 2015, Windows Phone cède sa place au nouvel OS unifié Windows 10. 
Windows Phone est mis à jour sans passer par les constructeurs, ce qui offre une expérience utilisateur identique entre tous les modèles de téléphones. Cependant le déploiement des mises à jour peut s'étaler sur plusieurs mois, celui-ci étant souvent retardé par les opérateurs téléphoniques.
Pour Windows Phone 7, les mises à jour importantes passaient uniquement par le Zune Software. Avec Windows Phone 8, toutes les mises à jour sont déployées over the air par le biais de Windows Update, qui est intégré aux paramètres de l'OS. Les applications sont mises à jour via le Windows Phone Store. En règle générale, Microsoft diffuse plusieurs mises à jour mineures par an et une mise à jour importante par an.
Depuis Windows Phone 8, les utilisateurs aguerris peuvent s'inscrire à un programme de test : Preview for developpers. Ils reçoivent ainsi des versions (non finalisées, buguées et donc non déployées officiellement) avancées de l'OS avant les autres utilisateurs.

## Windows Phone 7

Logo Windows Phone 7

Windows Phone 7 est la première version du système d'exploitation, elle est publiée dans le monde entier le 21 octobre 2010.
Déjà en 2011, Microsoft travaillait sur une unification entre Windows et Windows Phone. Irrémédiablement, un changement de noyau aura donc lieu prochainement dans Windows Phone. Le but est d'avoir le même que sur Windows 8, c'est-à-dire le noyau NT. Dès 2011, les développeurs savaient donc déjà qu'ils ne pourraient pas faire tourner Windows Phone 8 sur les mobiles disposant de Windows Phone 7.
Depuis le 9 septembre 2014, le support pour Windows Phone 7 n'est plus assuré. Seules des mises à jour de sécurité seront encore proposées jusqu'au mois de septembre 2019.
| Nom de version | Version du système d'exploitation | Date                                                                    | Caractéristiques                                                                        |
| -------------- | --------------------------------- | ----------------------------------------------------------------------- | --------------------------------------------------------------------------------------- |
|                | 7.0.7004.0                        | 21 octobre 2010                                                         | - Version originale (diffusée aux constructeurs)                                        |
| 7.0.7008.0     | 22 février 2011                   | - Amélioration du processus de mise à jour pour les ajouts à venirs,    |                                                                                         |
| NoDo           | 7.0.7390.0                        | 23 mars 2011                                                            | - Ajout de la fonction Copier-coller - Amélioration des performances et du Marketplace, |
|                | 7.0.7392.0                        | 4 mai 2011                                                              | - Mise à jour des certificats SSL,                                                      |
| 7.0.7403.0     | 29 septembre 2011                 | - Mise à jour intermédiaire requise pour le passage à Windows Phone 7.5 |                                                                                         |

## Windows Phone 7.5
Un an après, au Mobile World Congress de 2011, Steve Ballmer annonce une mise à jour majeure pour Windows Phone 7 : Windows Phone 7.5, nom de code Mango. La nouvelle version de l'OS aurait pour principales exigences de combler les lacunes de jeunesses de la plate-forme. Techniquement le système est toujours en version 7.1 mais il sera toujours dénommé par son nom commercial Windows Phone 7.5.
Publiée à partir du 27 septembre 2011, cette nouvelle version apporte de très nombreuses nouveautés et améliorations de performances.
| Nom de version | Version du système d'exploitation | Date              | Caractéristiques |
| -------------- | --------------------------------- | ----------------- | --- |
| Mango          | 7.10.7720.68                      | 27 septembre 2011 | Messages et Contacts : - Tuile dynamique - Intégration de Twitter, LinkedIn dans le hub Contacts - Ajout de la création de groupes de contacts - Intégration complète de Facebook et Messenger dans les conversations, le calendrier... - Combinaison des plusieurs adresses mails en une seule boîte de réception Recherches Bing : - Bing Vision : scans de codes barres, de QR code et traduction de texte. - Bing Audio : reconnaissance sonore (comme Shazam) et vocale (envoie de SMS et commandes mains libres - Bing Maps : guidage vocal Passage à Office mobile en version 14.5 : - Suppression de la modification des documents créés à partir de versions antérieures à Office 2007 - Prise en charge de la synchronisation des documents avec Skydrive et Office 365 - Prise en charge de l'ajout de macro dans Excel Mobile - Apparition de Lync et OneNote comme application autonome de store, celles-ci son grandement améliorées Photo : - Prise en charge de la synchronisation avec SkyDrive, Facebook et Twitter - Prise en charge du partage de photo et vidéo par MMS, Facebook, SkyDrive, et par mail - Fonction "amélioration automatique" pour la retouche photo - Tuile Photo animée Caméra : - Modifications dans l'interface (nouvelles icônes...) - Enregistrement des paramètres lors de la fermeture de l'application - Support de caméra frontale - Mise au point tactile depuis n'importe quel endroit sur l'écran - Lorsque le téléphone est verrouillé, seules les photos qui viennent d'être prises sont visibles Internet Explorer 9, : - Moteur de rendu accéléré - Nouveau moteur de rendu JavaScript - Support du HTML5 audio et vidéo - Support de la géolocalisation - Barre d'URL en bas de l'écran et disponible en mode paysage Autres : - Amélioration de l'interface du Marketplace et de sa fonction recherche - Amélioration de la liste des applications avec Recherche et Quick Jump List - Amélioration de l'application alarme - Multi-tâches complet - Support du partage de connexion - Support de 16 nouvelles langues - Économiseur de batterie |
| Mango          | 7.10.7740.16                      | 29 novembre 2011  | - Microsoft Exchange 2003 : correction du message original qui n'était pas inclus lorsque vous répondiez à un e-mail. - Messagerie Vocale Visuelle : correction d'un problème de notifications pour les messages vocaux. |
| Refresh        | 7.10.8107.79                      | 19 janvier 2012   | - Correction du problème faisant disparaître le clavier en cours de saisie de l'écran - Correction du problème de synchronisation de Gmail - Correction du problème d'accès à la localisation - Fin des certificats numériques de DigiCert Sdn Bhd pour résoudre un problème de chiffrement - Support de la LTE |
| Tango          | 7.10.8773.98                      | 18 juin 2012      | - Améliorations des performances (pour fonctionner sur des appareils n'ayant que 256 Mo de mémoire vive) - Amélioration de la gestion de la 3G, des MMS, de la localisation, des notifications et autres améliorations diverses - Support de 23 nouvelles langues |

## Windows Phone 7.8
Les développeurs le savaient, les téléphones sous Windows Phone 7 ne pourront pas migrer vers Windows Phone 8. C'est pourquoi, lorsque Microsoft annonce Windows Phone 8, il assure que les dispositifs sous Windows Phone 7.x recevront une mise à jour gratuite vers Windows Phone 7.8.
Windows Phone 7.8 apporte donc la plupart des nouvelles fonctionnalités esthétiques de Windows Phone 8 mais les avancées techniques ne pourront jamais être ajoutées et l'OS n'évoluera plus après cette mise à jour.
| Version du système d'exploitation | Date            | Caractéristiques |
| --------------------------------- | --------------- | --- |
| 7.10.8858.136                     | 31 janvier 2013 | Même fonctionnalités que Windows Phone 8 à l'exception des mises à jour OTA : - Support du NFC, des cartes mémoire, des processeurs multicœur, des résolutions d’écran supérieures au 480×800 - Hub Entreprise : Encryptage des données au sein de l’appareil et gestion à distance des terminaux - un « vrai multitâche » et Internet Explorer 10 Apports esthétiques : - Nouvel écran d'accueil et nouveau logo de démarrage - Nouveaux logos pour les applications de base : jeux, Marketplace, ... - 20 couleurs d'accentuations de Windows Phone 8 - Amélioration de l'écran de verrouillage : fonds d'écran dynamiques, notifications, ... |
| 7.10.8860.1427.10.8862.144        | 14 mars 2013    | - Corrections des problèmes liés aux Live Tiles qui ne sont pas mises à jour - Corrections et améliorations diverses : contrôle du volume, problème de surconsommation de données avec certaines applications |

## Windows Phone 8

Logo Windows Phone 8

Le changement de noyau entre Windows Phone 7 et Windows Phone 8 est donc un mal pour un bien, en effet Windows Phone 8 dispose désormais du potentiel de la structure NT. Cela permet évidemment des nouveautés esthétiques mais surtout de nombreuses avancées techniques avec par exemple l'intégration de Windows Update permettant les mises à jour Over the air.
Les mises à jour proposées sous Windows Phone 8 sont appelées General Distribution Release (GDR), elles se présentent sous la forme d'un pack de mises à jour cumulatives.
Le déploiement s'étale sur plusieurs semaines. Il commence généralement sur les mobiles achetés nus et dépend du constructeur. Il se poursuit ensuite sur les mobiles achetés chez les différents opérateurs et dépend alors de la rapidité de ceux-ci.
En effet, les opérateurs ajoutent leurs applications spécifiques et des paramétrages particuliers nécessitant une phase de test supplémentaire. Ces modifications sont le plus souvent des ajouts mais peuvent aussi aboutir à la désactivation de certaines fonctionnalités. SFR est par exemple le dernier opérateur français avoir fourni la messagerie vocale visuelle en novembre 2014, alors que la fonction était proposée depuis le lancement de Windows Phone 8.
| Déploiement | Nom de version | Version du système d'exploitation | Date                                                                  | Caractéristiques |
| ----------- | -------------- | --------------------------------- | --------------------------------------------------------------------- | --- |
|             | Apollo         | 8.0.9903.10                       | 29 octobre 2012                                                       | - Mises à jour vers les composants de base de Windows 8 : Noyau, système de fichiers, pilotes, sécurité et graphisme - Support des processeurs jusqu'à 64 cœurs - Support des résolutions : 1280 x 720, 1280 x 768, et 800 x 480 - Support des cartes MicroSD et du NFC - Arrivée d'Internet Explorer 10 Mobile, du vrai multitâches, et de Nokia Here - Nouvel écran d'accueil avec personnalisation de la taille des tuiles - Nouvel écran de démarrage avec nouveau logo de Windows Phone - Nombreuses améliorations en photographie - Support du Screenshots et intégration de SkyDrive - Support des mises à jour Over the air grâce à Windows Update - Support du code natif (C# et C++) : portage simplifié à partir des plates-formes comme Android, iOS, Symbian et Windows 8 |
|             | GDR1Portico    | 8.0.10211.204                     | 11 décembre 2012                                                      | Améliorations diverses et corrections de bugs - Messagerie : envoie de messages groupés, enregistrement automatique des brouillons, réponse aux appels entrants par SMS - Internet Explorer : empêche le téléchargement automatique des images, sélection des sites à supprimer dans l'historique de navigation - Wi-Fi et Bluetooth : Possibilité de les garder allumés avec l'écran éteint |
|             | GDR2           | 8.0.10327.778.0.10328.78          | 12 juillet 2013                                                       | - Arrivée de la Radio FM, de Data Sense et de la fonction Filtrage d’appels+SMS - Support de nouvelles API permettant de nouveau la synchronisation des services Google Agenda - Support du HTML5 dans Internet Explorer 10 Mobile - Corrections des bugs et améliorations des applications Xbox Music, Skype et Lync - Possibilité de définir quelle application s'ouvre lorsque l'on appuie sur le bouton de l'appareil photo |
|             | GDR3           | 8.0.10501.1278.0.10512.142        | 14 octobre 2013                                                       | - Support des écrans Full HD avec possibilité de mettre 3 colonnes de tuiles sur l'écran d'accueil - Améliorations de la compatibilité Bluetooth, de l'accessibilité pour les malvoyants, du multitâche, et de la gestion du stockage. - Partage de connexion plus rapide avec Windows 8.1 - Arrivée du mode Véhicule et de l’application HERE Drive en version + - Arrivée du verrouillage de rotation de l'écran - Arrivée de la personnalisation des sonneries suivant le contact et des notifications suivant les applications. |
|             |                | 8.0.10517.1508.0.10521.155        | Début de l'année 2014                                                 | Divers correctifs et améliorations ensuite inclus dans Windows Phone 8.1 |
|             | 8.0.10532.166  | 14 avril 2014                     | Mise à jour intermédiaire requise pour le passage à Windows Phone 8.1 | |

## Windows Phone 8.1
| Déploiement                       | Nom de version | Version du système d'exploitation          | Date                             | Caractéristiques |
| --------------------------------- | -------------- | ------------------------------------------ | -------------------------------- | --- |

Logo Windows Phone 8.1

|                                   | Blue           | 8.10.12359.845                             | 14 avril 2014                    | - Nouvel écran d'accueil avec 2 ou 3 colonnes et une image en fond - Centre de notifications et gestion séparée du volume des sonneries et des applications - Support du double-SIM - Clavier Word Flow avec glisser du doigt sur le clavier - Assistant de donnée, Assistant de stockage et Assistant de Batterie - Recherche améliorée - Internet Explorer 11 - Installation possible des applications sur la carte microSD - Boutons Retour, Accueil et Recherche peuvent être intégrés à l'écran - Améliorations du Store et de nombreuses autres applications : Music, Vidéo, Calendrier, Photo, Contacts, Téléphone et Messagerie. |
|                                   | Blue           | 8.10.12382.878                             | 14 mai 2014                      | - Améliorations intermédiaires et stabilisation - Corrections de bugs |
|                                   | Blue           | 8.10.12393.890                             | 2 juin 2014                      | - Changement du Logo de démarrage - Corrections de bugs mineurs - Amélioration de l'autonomie de la batterie |
|                                   | Blue           | 8.10.12397.895                             | 12 juin 2014                     | - Support de nouveaux appareils |
|                                   | Blue           | 8.10.12400.899                             | 16 juillet 2014                  | - Support de nouveaux appareils |
|                                   |                | 8.10.14141.167                             | 4 août 2014                      | - Mises à jour préparatoire pour la mise à jour vers Windows Phone 8.1 Update 1 |
|                                   | Update 1       | 8.10.14147.180                             | 4 août 2014                      | - Support des résolutions 540 x 960 et 1280 x 800 - Bluetooth avec codec aptX et contrôles AVRCP et partage de la connexion internet - Technologie VoLTE - Quick Charge 2.0 de Qualcomm pour les puces Snapdragon 800 - Dossiers d'applications Live folders - Améliorations du rendu Internet Explorer |
|                                   | Update 1       | 8.10.14157.200                             | 19 août 2014                     | - Corrections de bugs |
|                                   | Update 1       | 8.10.14176.243                             | 24 septembre 2014                | - Correction de l'erreur d'installation de la mise à jour sur les HTC Windows Phone 8X, 8S, et 8XT - Disponibilités sur les Lumia 730, 735, 830 et 930 ainsi que sur le Samsung ATIV S |
|                                   | Update 1       | 8.10.14192.280                             | 24 octobre 2014                  | - Test d'un nouveau mode de mise à jour : mise à jour critique. |
|                                   | Update 1       | 8.10.14203.306                             | 13 novembre 2014                 | - Mise à jour critique pour des raisons non précisées - Ajout du bouton Économiseur de batterie dans le centre de notifications - Ajout de la personnalisation du moment pour l'installation des mises à jour automatiques |
|                                   | Update 1       | 8.10.14219.341                             | 5 décembre 2014                  | - Prise en charge de nouveaux pays pour Cortana : Espagne, France, Allemagne et Italie ; en version alpha - Ajout du bouton Données cellulaires dans le centre de notifications - Support du stockage hors ligne des cartes sur la carte MicroSD - Support de claviers physiques - Possibilité d'utiliser la carte SD temporairement pour l'installation des mises à jour |
|                                   | Update 1       | 8.10.14226.359 8.10.14234.375              | 24 décembre 2014 24 février 2015 | - Corrections des bugs touchant le tactile sur le Microsoft Lumia 535 - Support de nouveaux appareils |
| Version jamais déployée au public | Update 2       | 8.10.15116.125                             | 2 mars 2015                      | - Paramètres classés et avec fonction recherche - Nouveaux paramètres : Autorisations d'application et renommer le téléphone - Support de la résolution 2048 x 1080 - Support de clavier et souris Bluetooth - Lecture des vidéos MKV |
| Version jamais déployée au public | Update 2       | 8.10.15127.1388.10.15137.1488.10.15143.154 | mai 2015                         | - Protection contre la réinitialisation (uniquement sur les nouveaux téléphones) |
|                                   | Update 2       | 8.10.15148.160                             | mai 2015                         | - Version déployée sur les Lumia 640 (XL), 735 et 830 |

## Windows 10 Mobile
Windows Phone ne recevra plus de mise à jour à proprement parler, les nouveaux téléphones fonctionnent désormais sous l'OS unifié de Microsoft Windows 10 qui est en constante évolution